# Villasbuenas de Gata
Villasbuenas de Gata – gmina w Hiszpanii, w prowincji Cáceres, w Estramadurze, o powierzchni 46,83 km². W 2011 roku gmina liczyła 436 mieszkańców.